# 宋君碑
宋君碑，位于中国河北省邢台市文化馆，为邢台市南宫市的一个省级文物保护单位，类型为石刻，公布时间为1982年7月23日。
宋君碑的历史年代为隋代。